# 特務間諜
，是2010年7月23日上映的一部美國間諜電影，由菲利普·諾斯執導，安潔莉娜·裘莉主演。

## 劇情
Evelyn Salt被關在北韓的大牢，被誤以為是美國的間諜。美國中情局為了消除她研究蜘蛛的男友Mike Krause所引起的新聞風波，安排了一場換囚。儘管Evelyn告訴Mike她是CIA的特務，Mike還是跟她求婚了。
兩年後，Salt和她的CIA同事Ted Winter以及CIA反情報官員Darryl Peabody一同審問俄國叛逃者Oleg Vasilyevich Orlov。Orlov宣稱在「X日」，名為「KAs」的俄國臥底特工會摧毀美國，且「KA-12」特工會在即將舉行的美國副總統的葬禮上暗殺俄國總統Boris Matveyev。他說KA-12就是Evelyn Salt。Peabody下令扣押Salt，但Orlov殺了兩名特工後逃走。Salt也逃脫了，她邊逃避追捕的CIA和警察邊試著打電話給她老公Mike，但發現Mike已經被綁架。Salt開始準備物資，包括武器和一個裝蜘蛛的玻璃罐。
在副總統的葬禮上，Salt射中了Matveyev，但在有機會射殺Peabody時選擇投降。Matveyev被宣布死亡。Salt逃到一艘駁船，Orlov和其他臥底特工都在那等她。透過回憶，Salt回想起她在蘇聯的童年，和其他孩子一起接受訓練，並冒充真正的Evelyn Salt的身份，那是一位在蘇聯車禍中和她的父母一起死去的美國小女孩。Orlov為了試探Salt，帶她與Mike重逢，但隨即在她面前殺死了Mike。她沒有反應，這讓Orlov確信，然後他說她和另一名KA將會暗殺美國總統Howard Lewis。Salt殺掉Orlov和其他特工後，去與擔任捷克-NATO聯絡官的KA Shnaider會面。她偽裝成Shnaider的男性助手，伴隨他進入白宮。在那裡，Shnaider發動自殺式攻擊，迫使總統與Winter和其他特工撤退到地下的安全掩體。Salt趕在大門封閉前進入了外部掩體。
因應Matveyev總統被暗殺，俄羅斯動員其核武器。美國總統Lewis下令準備報復。當意識到Salt已進入外部掩體，Winter在內部掩體殺掉所有人，除了總統，透露他其實是KA Nikolai Tarkovsky。Tarkovsky使總統失去戰鬥能力後，開始對麥加和德黑蘭發射飛彈，企圖激怒十億穆斯林反抗美國。Salt表示她對他的佩服，並差點說服他讓她也進入內部掩體，但此時，廣播報導說Matveyev總統還活著，他的生命跡象只是被蜘蛛毒素壓制。Tarkovsky發現Salt不是站在他這邊，且揭露她將被當作核攻擊的替罪羊。Salt闖入掩體後，經過一場搏鬥，中止了飛彈發射。增援到達，Salt被捕，而Tarkovsky則自稱是CIA。
當Salt被帶著鐵鍊被帶出時，Tarkovsky抓起一把剪刀。當Salt走過他時，她迅速地將鐵鍊套在他的脖子上，然後跳過欄杆，絞死了他。在直升機上，只有Peabody和Salt，Salt向他解釋了她的行動，承諾如果被釋放，她會追捕剩下的KA特工，並強調Matveyev還活著，她之前沒有真的射殺他。在駁船上發現了Salt的指紋，這使Peabody相信了她，於是他讓她從直升機跳入波托馬克河。

## 演員
- 安吉丽娜·朱莉 飾演 伊芙·莎特，本名：娜塔莎·宣科夫，潛伏在中情局的蘇聯臥底刺客
- Cassidy Hinkle 飾演 孩童時期的娜塔莎
- 李佛·薛伯 飾演 西奧多"泰德"溫特/本名：尼古拉·塔可夫斯基，伊芙的同事兼好友，同時也是潛伏在中情局的蘇聯臥底刺客
- 奇維托·艾吉佛 飾演 皮博迪，中情局探員
- Daniel Olbrychski 飾演 瓦西里·歐洛夫，蘇聯臥底組織的負責人
- Daniel Pearce 飾演 年輕時期的歐洛夫
- 奥古斯特·迪赫 飾演 邁克·克勞斯，伊芙的先生
- Hunt Block 飾演 美國總統霍華德·路易斯
- 安德魯·布瑞格 飾演 美國國防部長
- Olek Krupa 飾演 俄羅斯總統鮑里斯·馬特維耶夫
- 寇瑞·史托爾 飾演 愛德華·湯瑪士，本名：史奈德，捷克斯洛伐克上校，北約駐白宮聯絡官，蘇聯臥底刺客
- Vladislav Koulikov 飾演 娜塔莎的父親
- Olya Zueva 飾演 娜塔莎的母親
- Kevin O'Donnell 飾演 中情局官員
- Gaius Charles 飾演 中情局官員

## 製作

### 劇本撰寫
劇本初步的發想其實是在Kurt Wimmer推廣《撕裂的末日》的時候就開始了。在2002年11月的一次訪談裡，他聊到了自己手邊的劇本計畫。他說："我手上有好幾個劇本呢 — 其中一部叫做《The Far-Reaching Philosophy of Edwin A. Salt》— 就是一部動作場面很猛的間諜片..." 在另外一次訪問中，Wimmer說這部片很大程度上是關於他和他太太的故事。劇情裡面摻雜了不少從《撕裂的末日》來的元素，講述一個洗腦的、又是壓迫又是偏執的政府，最後被它的一名高層官員，因為一場情感的覺醒而反抗。這部縮短名字為《Edwin A. Salt》的劇本在2007年1月賣給了哥倫比亞影業。不到半年，到了2007年7月，湯姆·克魯斯就對這部劇本產生了興趣。

## 反響

### 專業評價
爛番茄網站上對這部電影的新鮮度為62%，在246條專業評論中，154條專業評論贊同，92條專業評論反對，平均分為5.98/10 ，觀眾的評價則是59%，總體屬於好評多數。

## 續集
2012年12月10日，索尼影業證實將推出特務間諜續集。貝奇·約翰斯頓受聘請為《特務間諜2》寫劇本。羅倫佐·狄·邦奈凡杜洛及桑逆爾·佩卡旭繼續擔任製片。但之後長期未有後續。

## 外部連結
- 互联网电影数据库（IMDb）上《特務間諜》的资料（英文）
- AllMovie上《特務間諜》的资料（英文）
- 爛番茄上《特務間諜》的資料（英文）
- Box Office Mojo上《特務間諜》的資料（英文）
- TCM电影资料库上《特務間諜》的资料（英文）
- Metacritic上《特務間諜》的資料（英文）
- 開眼電影網上《特務間諜》的資料（繁體中文）
- 豆瓣电影上《特務間諜》的資料 （简体中文）
- 时光网上《特務間諜》的資料（简体中文）